# پونتیاک کاستانو
 پونتیاک کاستانو (انگلیسی: Catalina Castaño؛ زاده ۷ ژوئیهٔ ۱۹۷۹) یک تنیس‌باز اهل کلمبیا است.